# 亭子站
亭子站（：／ Jeongja yeok */?）是水仁·盆唐線與新盆唐線沿線交會的一座轉乘車站，位於韓國京畿道城南市盆唐區亭子洞。盆唐線開通時的名稱為栢宮站（백궁역），之後城南市進行行政區重劃，栢宮洞與亭子洞合併，因而改為現名。

## 車站結構
兩線站體均為2面2線側式月台的地下車站，候車月台設有月台幕門，並有出口共6處。

### 水仁·盆唐線月台

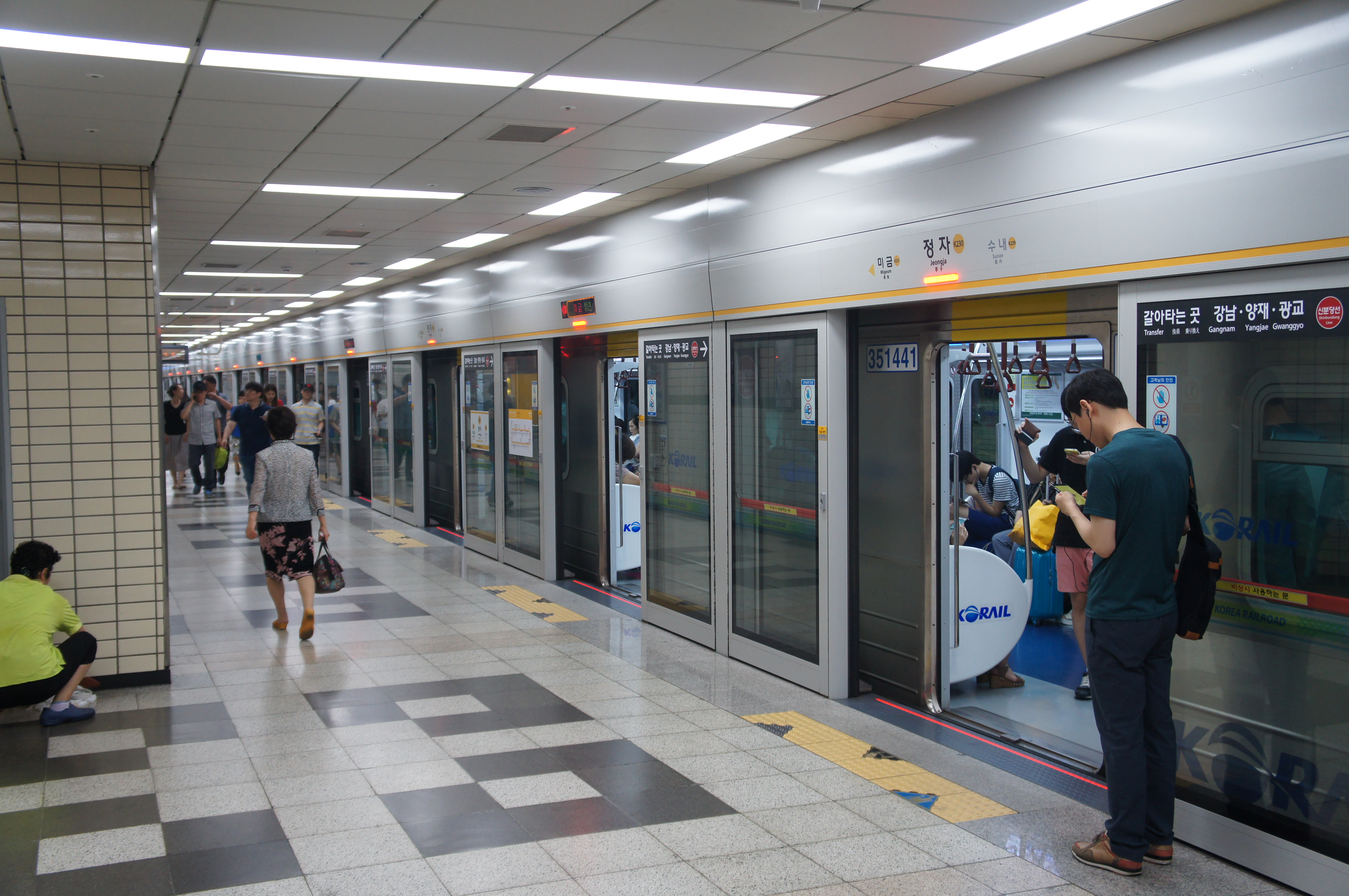
盆唐線候車月台

| ↑ 藪內 |
| \| １  |
| 美金 ↓ |

| 月台 | 路線                   | 目的地                           |
| ---- | ---------------------- | -------------------------------- |
| 1    | ●首都圈電鐵水仁·盆唐線 | 美金、竹田、器興、水原、仁川方向 |
| 2    | ●首都圈電鐵水仁·盆唐線 | 書峴、牡丹、宣靖陵、往十里方向   |

### 新盆唐線月台

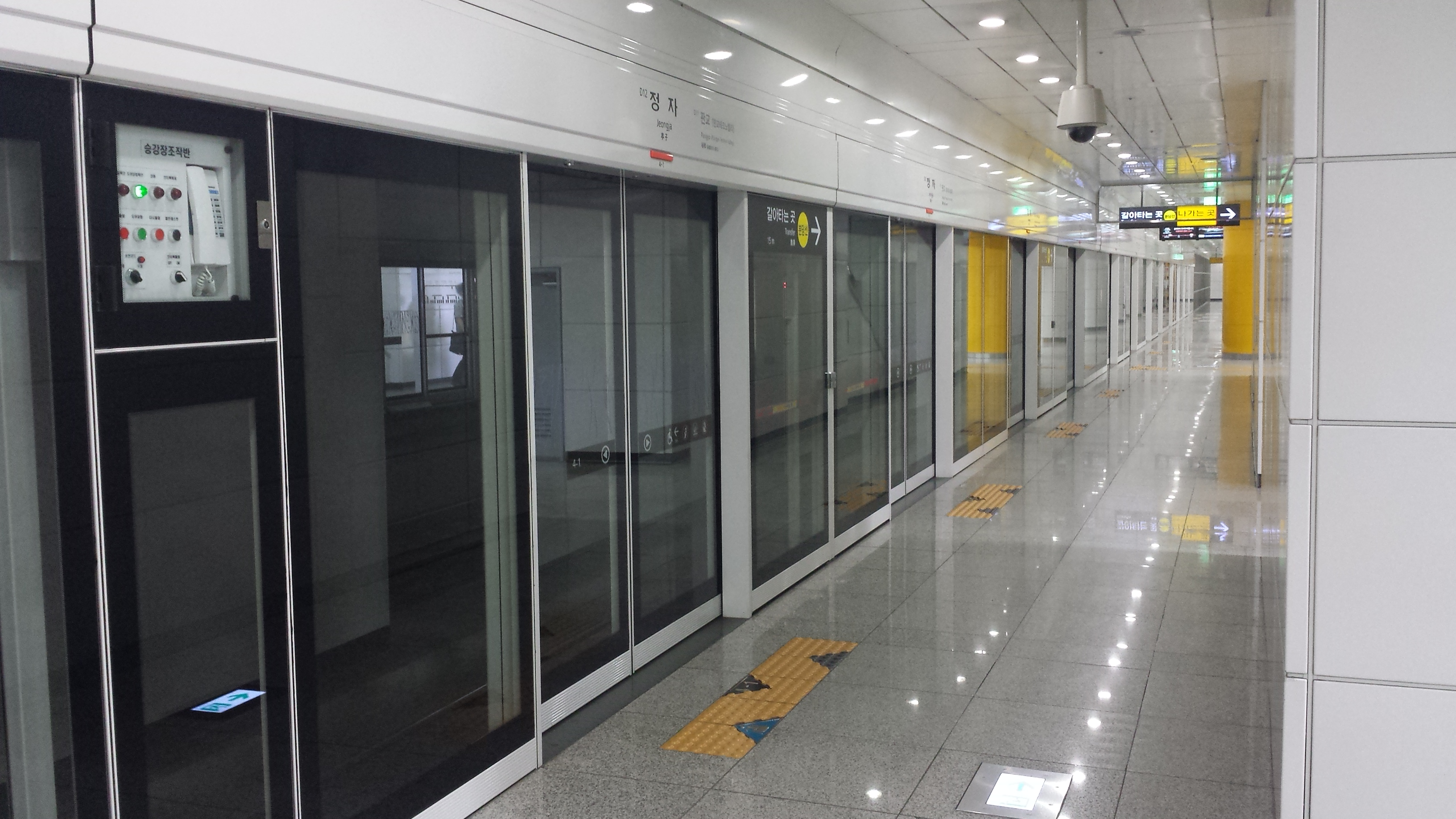
新盆唐線候車月台

| ↑ 板橋 |
| \| 下  |
| 美金 ↓ |

| 月台 | 路線      | 目的地                   |
| ---- | --------- | ------------------------ |
| 上行 | ●新盆唐線 | 板橋、良才、江南方向     |
| 下行 | ●新盆唐線 | 東川、水枝區廳、光教方向 |

## 歷史
- 1994年9月1日：盆唐線栢宮站（백궁역）落成啟用。
- 2002年9月25日：改名為亭子站。
- 2011年10月26日：新盆唐線站體開通。
- 2016年1月30日：新盆唐線亭子－光教區間開通，本站不在作為終點站使用。
- 2020年9月12日：首都圈電鐵水仁·盆唐線開通。

## 車站周邊
- 炭川
- 城南新基初等學校
- 盆唐中學
- 亭子中學
- 國立國際教育院（朝鲜语：국립국제교육원）
- 城南盆唐警察署
- 城南市盆唐圖書館
- 亭子洞咖啡街
- ABN廣播網（朝鲜语：아름방송네트워크）
- Naver有限公司
- KT總公司
- 韓松廣場
- GreenSTORE（朝鲜语：그린스토어）
- E-mart盆唐店
- 京釜高速公路首爾收費站

## 圖片

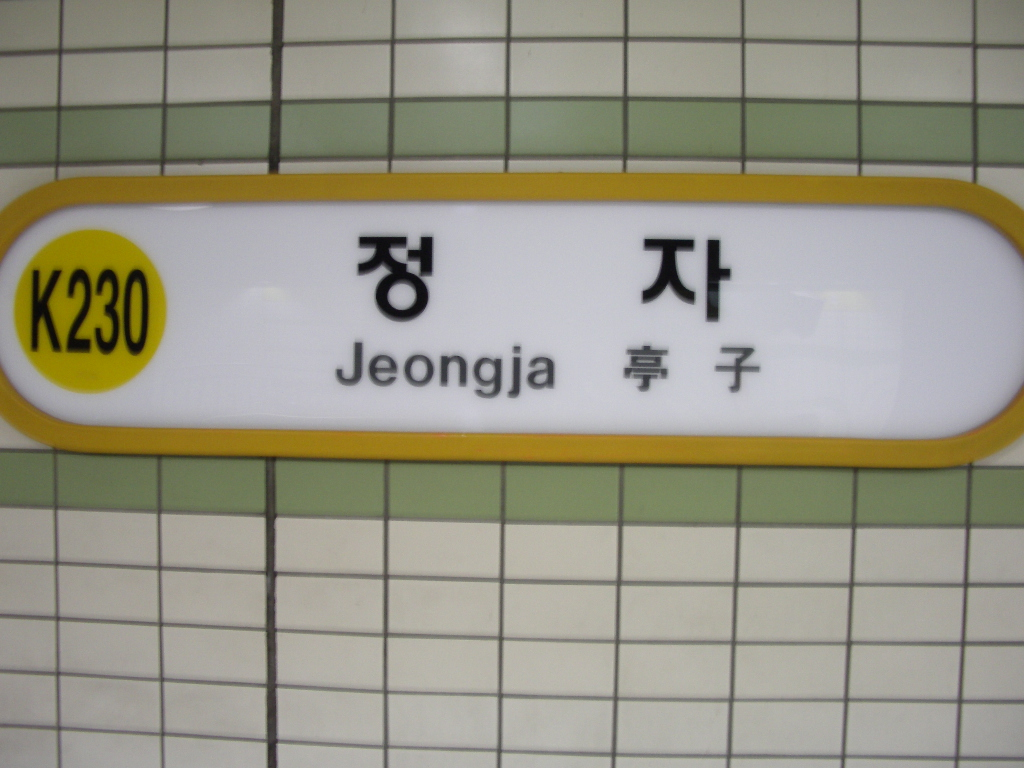
盆唐線站名牌
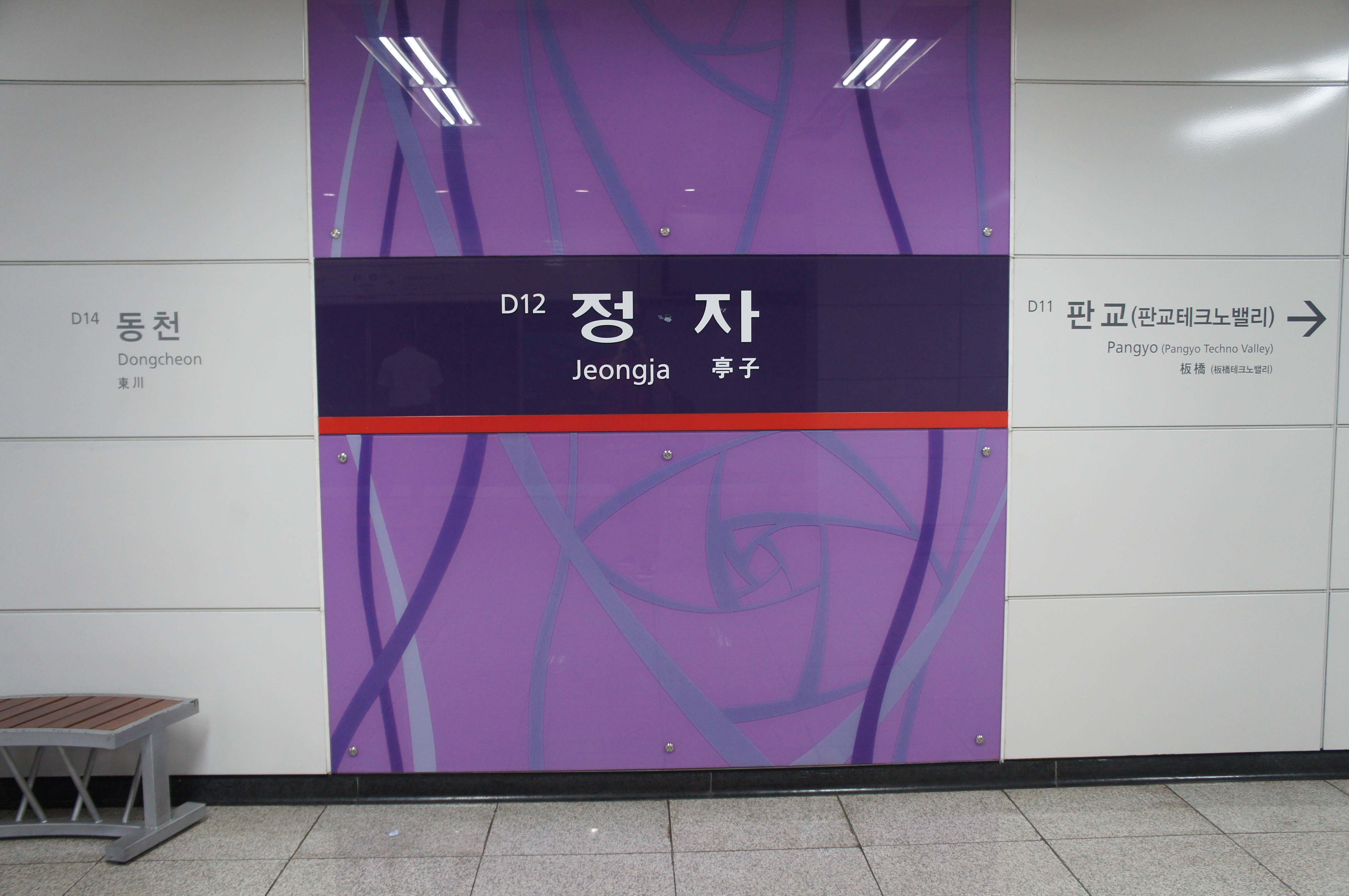
新盆唐線站名牌
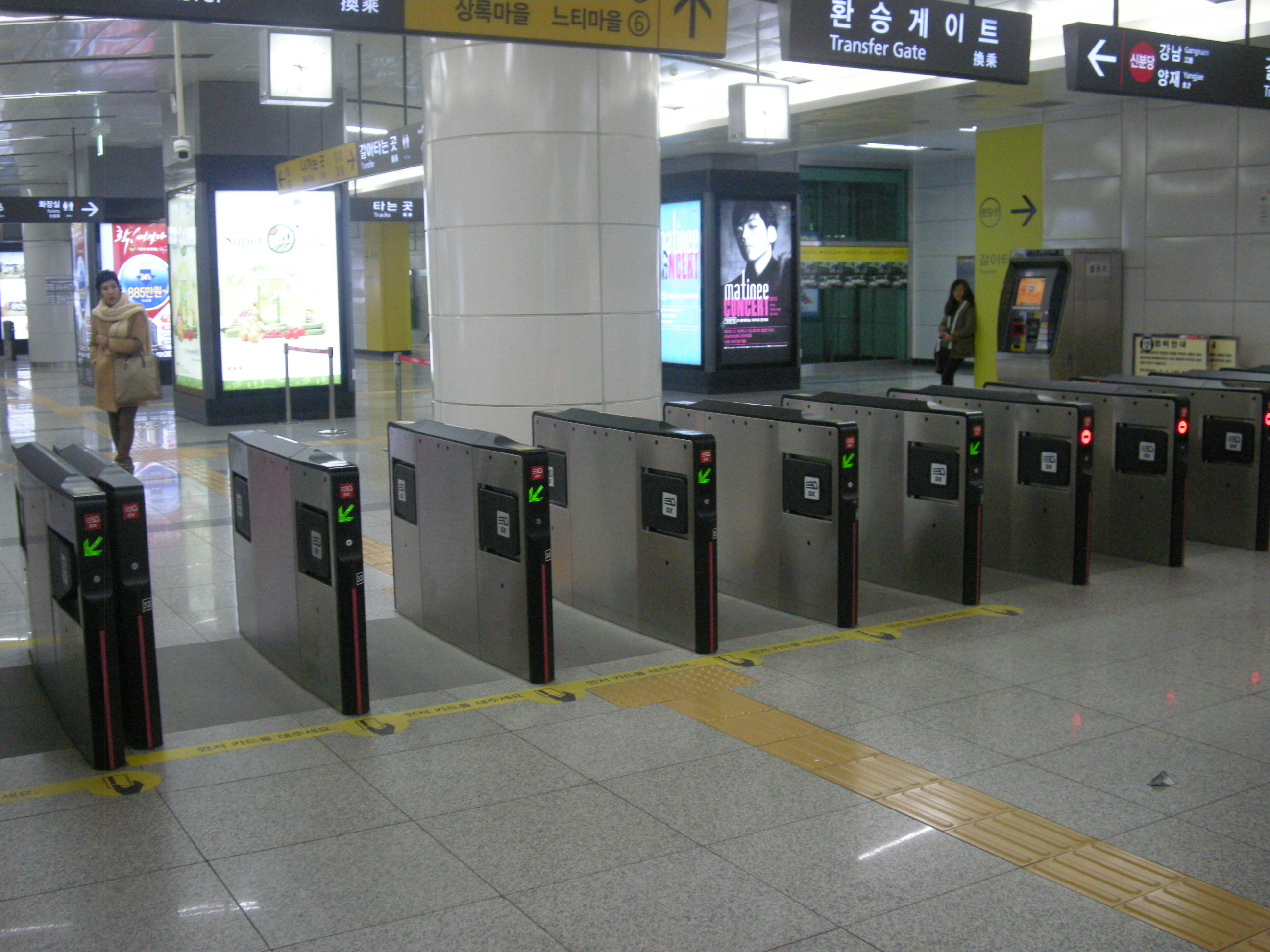
剪票閘口

## 相鄰車站
韓國鐵道公社
●首都圈電鐵水仁·盆唐線
盆唐急行、緩行
藪內（K229）－亭子（K230）－美金（K231）
Neo Trans
●新盆唐線
板橋（D11）－亭子（D12）－美金（D13）